# Fortuna Düsseldorf
Fortuna Düsseldorf (Ausspracheⓘ), vollständiger Name: Düsseldorfer Turn- und Sportverein Fortuna 1895 e. V., ist ein Sportverein aus Düsseldorf, welcher am 5. Mai 1895 gegründet wurde. Gängige Kurzbezeichnungen sind Fortuna bzw. die Fortunen oder – in Anspielung auf das Vereinslogo – F95. Nach der Herkunft aus dem früheren Arbeiterviertel Flingern wird gelegentlich die Bezeichnung die Flingeraner benutzt. Der Schwerpunkt des Sportvereins liegt auf dem Fußball, es bestehen aber auch Abteilungen für Handball, Laufsport und Triathlon. Größte Erfolge der Vereinsgeschichte waren der Gewinn der deutschen Fußballmeisterschaft im Jahr 1933, das Erreichen des Finales des Europapokals der Pokalsieger 1979, in dem die Fortuna in der Verlängerung dem FC Barcelona unterlag, und zwei DFB-Pokalsiege 1979 und 1980 gegen Hertha BSC und den 1. FC Köln. Ab den 1980er Jahren geriet die erste Fußballmannschaft des Vereins in einen Abwärtstrend und erlitt das Schicksal einer Fahrstuhlmannschaft. Von 2002 bis 2004 musste sie gar in der damals viertklassigen Oberliga spielen. Seitdem ist eine Konsolidierung eingetreten. 2008 schaffte der Verein zunächst die Qualifikation für die neu gegründete 3. Liga. 2009 gelang der Fortuna der Aufstieg in die 2. Bundesliga. 2012 kehrte das Team nach erfolgreichen Relegationsspielen gegen Hertha BSC nach 15 Jahren wieder in die Bundesliga zurück, stieg in der Folgesaison am letzten Spieltag jedoch direkt wieder ab. Nach weiteren fünf Jahren Zweitklassigkeit stieg Fortuna 2018 erneut in die höchste Spielklasse auf, musste jedoch nach zwei Jahren 2020 wieder in die 2. Bundesliga absteigen.
Der dem Fußballverband Niederrhein angehörende Verein spielte in den Jahren 1966/67, 1971 bis 1987, 1989 bis 1992, 1995 bis 1997, 2012/13 und von 2018 bis 2020 in der Bundesliga und belegt mit 1024 Punkten Platz 18 der ewigen Tabelle der Bundesliga (Stand: Saisonende 2022/23). Er hat 36.000 Mitglieder (Stand 1. Juli 2025) und ist damit einer der größeren deutschen Sportvereine sowie der fünftgrößte in Nordrhein-Westfalen.

## Geschichte

### Von der Entstehung zum deutschen Meister (1895–1945)

Festschrift 1925, erstmalige Verwendung des Vereinslogos „F95“

Am 5. Mai 1895 wurde der Turnverein Flingern 1895 gegründet. Zielsetzung des Vereins war die „Körperertüchtigung und Bewegung“. Im Mai 1911 wurde der Fußballklub Alemania 1911 gegründet. Anderthalb Jahre später, 1912, wurde dieser in Fußballklub Fortuna 1911 umbenannt, und Mitte 1913 schloss er sich mit dem am 1. Mai 1908 gegründeten Düsseldorfer Fußballklub Spielverein zum Düsseldorfer Fußballklub Fortuna 1911 zusammen. Dieser wiederum fusionierte am 15. November 1919 mit dem Turnverein Flingern 1895 zum Düsseldorfer Turn- und Sportverein Fortuna 1895. Die Namensgebung nach der römischen Schicksals- und Glücksgöttin wurde inspiriert durch ein zufällig an den Vereinsgründern vorbeifahrendes Pferdefuhrwerk einer Brotfabrik namens Fortuna. Das Vereinslogo der Fortuna Düsseldorf zeigt auf einer roten, rot-weiß geränderten Scheibe ein stilisiertes weißes „F“ für Fortuna, gefolgt von den kleineren weißen Ziffern „9“ und „5“, die für das Gründungsdatum 1895 stehen. In der Farbenkombination Rot-Weiß entspricht das Signet den bergischen Hauptfarben des Düsseldorfer Stadtwappens.
Seit den 1920er Jahren spielte Fortuna regelmäßig in der höchsten Klasse des Westdeutschen Spiel-Verbandes. Im Jahr 1927 gelang die erste Teilnahme an der Endrunde zur deutschen Meisterschaft, die Fortuna schied allerdings bereits im Achtelfinale mit 1:4 gegen den Hamburger SV aus. Zwei Jahre später qualifizierte sich die Fortuna erneut für die Endrunde, diesmal hieß es im Achtelfinale 1:5 gegen die SpVgg Fürth. Im Jahr 1931 gelang der Gewinn des westdeutschen Titels und damit verbunden die dritte Teilnahme an der Endrunde. Erneut war im Achtelfinale Endstation nach einem 2:3 n. V. gegen Eintracht Frankfurt.
Zwei Jahre später nahm die Fortuna als westdeutscher Vizemeister wieder an der Endrunde teil und überstand gegen einen Vertreter des wenig konkurrenzfähigen Südostens, Vorwärts-Rasensport Gleiwitz, diesmal das Achtelfinale. Auch in den weiteren zwei Runden gelang gegen Arminia Hannover und Eintracht Frankfurt der ungefährdete Durchmarsch bis ins Finale, ohne ein Gegentor zu kassieren. Am 11. Juni 1933 wurde der Verein mit Trainer Heinrich Krczal („Der Doktor“) Deutscher Meister und setzte sich im Meisterschaftsendspiel, das in Köln stattfand, mit 3:0 gegen den FC Schalke 04 durch – den Verein, dem man im westdeutschen Endspiel zuvor noch am 30. April mit 0:1 unterlegen war. Bis heute ist dies der größte Erfolg in der Vereinsgeschichte. Bis zum Zweiten Weltkrieg nahm die Fortuna zwischen 1936 und 1940 noch fünfmal als Meister der Gauliga Niederrhein an der Endrunde teil. Dabei gelang dem Verein im Jahr 1936 eine weitere Finalteilnahme (1:2 n. V. gegen den 1. FC Nürnberg) sowie ein dritter Platz 1938. Zudem zog er 1937 ins Finale um den Tschammer-Pokal (1:2 gegen den FC Schalke 04) ein. Bedeutendster Spieler während dieser Zeit war Paul Janes, der von allen bisherigen Spielern des Vereins mit 71 Spielen die meisten Länderspiele bestritt.
| Saisonbilanzen 1947–1963                              | Saisonbilanzen 1947–1963 | Saisonbilanzen 1947–1963 | Saisonbilanzen 1947–1963 |
| Saison                                                | Platz                    | Tore                     | Punkte                   |
| ----------------------------------------------------- | ------------------------ | ------------------------ | ------------------------ |
| 1947/48                                               | 07.                      | 41:41                    | 24:24                    |
| 1948/49                                               | 11.                      | 31:45                    | 20:28                    |
| 1949/50                                               | 02.                      | 73:37                    | 44:16                    |
| 1950/51                                               | 05.                      | 49:35                    | 31:29                    |
| 1951/52                                               | 12.                      | 43:48                    | 26:34                    |
| 1952/53                                               | 09.                      | 68:60                    | 30:30                    |
| 1953/54                                               | 10.                      | 53:49                    | 27:33                    |
| 1954/55                                               | 06.                      | 66:65                    | 30:30                    |
| 1955/56                                               | 06.                      | 55:48                    | 36:24                    |
| 1956/57                                               | 06.                      | 65:53                    | 33:27                    |
| 1957/58                                               | 09.                      | 57:58                    | 29:31                    |
| 1958/59                                               | 03.                      | 89:56                    | 39:21                    |
| 1959/60                                               | 15.                      | 46:53                    | 26:34                    |
| 1960/61                                               | 02.                      | 85:42                    | 44:16                    |
| 1961/62                                               | 09.                      | 57:50                    | 32:28                    |
| 1962/63                                               | 13.                      | 43:64                    | 22:38                    |
| grün unterlegt: Oberliga grau unterlegt: II. Division |                          |                          |                          |

### Oberliga (1947–1963)
Von 1947 bis zur Einführung der Bundesliga 1963 spielte die Fortuna in der Oberliga West, mit Ausnahme der Saisons 1949/50 und 1960/61, als sie jeweils in die zweite Liga West abgestiegen war, jedoch beide Male mit dem zweiten Tabellenplatz den direkten Wiederaufstieg schaffte. Meist platzierte sich die Fortuna im Mittelfeld der Oberliga, die beste Platzierung war ein dritter Platz in der Saison 1958/59. Bedeutendster Spieler in der Nachkriegszeit war Anton „Toni“ Turek, der 1954 beim „Wunder von Bern“ im Tor der deutschen Nationalmannschaft stand und wegen seiner Leistungen vom Hörfunkreporter Herbert Zimmermann zum „Fußballgott“ erhöht wurde. 1949 hatte Düsseldorf sportlich den Klassenerhalt knapp verpasst, dann die Chance einer nachträglich angesetzten Relegationsrunde erhalten, doch wurde das Team dort Gruppenletzter und musste in die zweite Division absteigen.
In der Oberligazeit gelang der Fortuna weitere dreimal der Einzug ins DFB-Pokalfinale, jedoch gingen alle drei Endspiele verloren (1957 gegen Bayern München mit 0:1, 1958 gegen den VfB Stuttgart mit 3:4 n. V. sowie 1962 mit 1:2 n. V. gegen den 1. FC Nürnberg).
Da die Platzierungen in der Nachkriegszeit meistens im Mittelfeld stattgefunden hatten, verfehlte Düsseldorf die Qualifikation für die 1963 neu eingeführte Bundesliga. Fortan spielte der Verein in der Regionalliga West. Dieser wurden alle Vereine der vormaligen gleichnamigen Oberliga zugeteilt, die die Qualifikation für die neue höchste Spielklasse verfehlt hatten.
| Saisonbilanzen 1963–1971    | Saisonbilanzen 1963–1971 | Saisonbilanzen 1963–1971 | Saisonbilanzen 1963–1971 |
| Saison                      | Platz                    | Tore                     | Punkte                   |
| --------------------------- | ------------------------ | ------------------------ | ------------------------ |
| 1963/64                     | 03.                      | 85:50                    | 50:26                    |
| 1964/65                     | 03.                      | 71:38                    | 43:25                    |
| 1965/66                     | 01.                      | 79:22                    | 58:10                    |
| 1966/67                     | 17.                      | 44:66                    | 25:43                    |
| 1967/68                     | 06.                      | 65:49                    | 35:33                    |
| 1968/69                     | 04.                      | 64:35                    | 45:23                    |
| 1969/70                     | 04.                      | 65:33                    | 44:24                    |
| 1970/71                     | 02.                      | 70:26                    | 56:12                    |
| rot unterlegt: Regionalliga |                          |                          |                          |

### Regionalliga mit einjährigem Bundesliga-Intermezzo (1963–1971)
Der Fortuna misslang es zunächst, sich für die im Jahr 1963 neu eingeführte Bundesliga zu qualifizieren. In den folgenden drei Jahren spielte der Verein daher in der Regionalliga West, die die gleichnamige Oberliga ersetzt hatte. Zwar spielte sie von Anfang an in der Spitzengruppe mit, verpasste jedoch in den beiden ersten Spielzeiten mit zwei dritten Plätzen die Aufstiegsrunden zur Bundesliga.
1966 wurde Düsseldorf mit nur zwei Saison-Niederlagen souverän Erster und traf in der Aufstiegsrunden-Gruppe 1 auf Hertha BSC, den FK Pirmasens und die Kickers Offenbach. Vor dem letzten Spieltag lagen die Flingeraner punktgleich mit Pirmasens, sodass es zum Fernduell der beiden Konkurrenten kam. Während die Pirmasenser 2:1 gegen Hertha gewannen, konnte Düsseldorf mit 5:1 Offenbach bezwingen und stieg aufgrund des besseren Torverhältnisses erstmals in die Bundesliga auf.
Im ersten Bundesligaspiel traf Düsseldorf auswärts auf Borussia Dortmund. Nach einer torlosen ersten Halbzeit gingen die Gäste mit 1:0 durch Jürgen Schult in Führung. Wenige Minuten später konnten die Dortmunder ausgleichen, ehe Peter Meyer in der achtzigsten Minute den Siegtreffer für Fortuna erzielte. Trotzdem stieg Düsseldorf nach dieser Saison wieder ab.
1971 wurden die Flingeraner hinter dem punktgleichen VfL Bochum Vizemeister der Regionalliga West und qualifizierte sich erneut für die Aufstiegsrunde zur Bundesliga. Dort stand der Verein Borussia Neunkirchen, dem FC St. Pauli, dem 1. FC Nürnberg und Wacker 04 Berlin gegenüber. In den ersten fünf Spielen ungeschlagen, stand der Verein am Ende der Runde auf Tabellenplatz eins; lediglich zwei Unentschieden auswärts gegen St. Pauli und Neunkirchen musste der Verein hinnehmen, womit die Rückkehr in die höchste Spielklasse gelang.

### Etablierung in der Bundesliga (1971–1987)
Die zweite Bundesligasaison begann mit einer Auswärtsniederlage gegen den FC Bayern München. Obwohl die Fortuna am sechsten Spieltag den vierten Tabellenplatz belegen konnte, rutschte sie danach in die untere Tabellenhälfte ab und befand sich demnach im Abstiegskampf, der jedoch nicht zuletzt durch den Bestechungsskandal und dem damit verbundenen Zwangsabstieg von Arminia Bielefeld souverän gemeistert wurde.
| Saisonbilanzen 1971–1987 | Saisonbilanzen 1971–1987 | Saisonbilanzen 1971–1987 | Saisonbilanzen 1971–1987 |
| Saison                   | Platz                    | Tore                     | Punkte                   |
| ------------------------ | ------------------------ | ------------------------ | ------------------------ |
| 1971/72                  | 13.                      | 40:53                    | 30:38                    |
| 1972/73                  | 03.                      | 62:45                    | 42:26                    |
| 1973/74                  | 03.                      | 61:47                    | 41:27                    |
| 1974/75                  | 06.                      | 66:55                    | 41:27                    |
| 1975/76                  | 12.                      | 47:57                    | 30:38                    |
| 1976/77                  | 12.                      | 52:54                    | 31:37                    |
| 1977/78                  | 05.                      | 49:36                    | 39:29                    |
| 1978/79                  | 07.                      | 70:59                    | 37:31                    |
| 1979/80                  | 11.                      | 62:72                    | 32:36                    |
| 1980/81                  | 13.                      | 57:64                    | 28:40                    |
| 1981/82                  | 15.                      | 53:66                    | 29:39                    |
| 1982/83                  | 09.                      | 63:75                    | 30:38                    |
| 1983/84                  | 14.                      | 54:78                    | 29:39                    |
| 1984/85                  | 15.                      | 53:66                    | 29:39                    |
| 1985/86                  | 14.                      | 54:78                    | 29:39                    |
| 1986/87                  | 17.                      | 42:91                    | 20:48                    |

Ab 1972 nutzte die Fortuna das im Hinblick auf die Fußball-Weltmeisterschaft 1974 komplett umgebaute Rheinstadion. Damit begann zugleich die erfolgreichste Zeit des Vereins. Unmittelbar nach dem erstmaligen Klassenerhalt in der Bundesliga spielte der Verein um die Spitzengruppe mit und war ab dem neunten Spieltag auf Platz zwei den Bayern dicht auf den Fersen. Eine 1:2-Auswärtsniederlage gegen den Hamburger SV brachte Fortuna jedoch aus dem Konzept, sodass in den sechs darauffolgenden Spielen kein Sieg mehr gelang und der Verein zunächst auf Rang fünf abrutschte. Die Siege am Saisonende brachten dann mit 42:26 noch Platz drei ein, was bis heute die erfolgreichste Saison der Vereinsgeschichte seit Einführung der Bundesliga darstellt.
1973/74 gelang erneut der dritte Platz in der Abschlusstabelle. Zudem wurde dreimal in Folge das Endspiel im DFB-Pokal erreicht. Im Jahr 1978 ging das Finale verloren (0:2 gegen den 1. FC Köln), ein Jahr später wurde Düsseldorf zum ersten Mal DFB-Pokalsieger nach einem 1:0 n. V. gegen Hertha BSC aus Berlin durch einen Treffer von Wolfgang Seel. Im darauffolgenden Jahr 1980 wurde Fortuna abermals Pokalsieger nach einem 2:1 gegen den 1. FC Köln. Danach gelang bis 2002 keinem Verein mehr die Titelverteidigung im DFB-Pokal.
Am 9. Dezember 1978 gelang der Fortuna ein 7:1-Sieg über Bayern München, der bis heute die höchste Auswärtsniederlage des heutigen Rekordmeisters in einem Pflichtspiel ist. Darüber hinaus ist Fortuna Düsseldorf der einzige Verein in Deutschland, der im DFB-Pokal 18 Spiele hintereinander gewann (von 1978 bis 1981).
Im Zuge der sportlichen Erfolge zog die Fortuna in den 1970er Jahren mehrfach in den Europapokal der Pokalsieger bzw. den UEFA-Pokal ein. Im Jahr 1979 erreichte der Verein sogar das Endspiel im Europapokal der Pokalsieger, das er am 16. Mai 1979 in Basel mit 3:4 n. V. gegen den FC Barcelona verlor. Star des Vereins war während dieser Zeit Klaus Allofs, der damals auch in der Nationalmannschaft spielte und 1980 Europameister sowie Torschützenkönig des Turniers wurde.
Ab den 1980er Jahren verlor der Verein den Anschluss an die Spitzengruppe der Bundesliga, 1987 stieg er zum zweiten Mal – nach 1967 – aus der Bundesliga ab.

### Fahrstuhlmannschaft (1987–1999)
| Saisonbilanzen 1987–1999                               | Saisonbilanzen 1987–1999 | Saisonbilanzen 1987–1999 | Saisonbilanzen 1987–1999 |
| Saison                                                 | Platz                    | Tore                     | Punkte                   |
| ------------------------------------------------------ | ------------------------ | ------------------------ | ------------------------ |
| 1987/88                                                | 05.                      | 63:38                    | 46:30                    |
| 1988/89                                                | 01.                      | 85:52                    | 49:27                    |
| 1989/90                                                | 09.                      | 41:41                    | 32:36                    |
| 1990/91                                                | 12.                      | 40:49                    | 32:36                    |
| 1991/92                                                | 20.                      | 41:69                    | 24:52                    |
| 1992/93                                                | 21.                      | 45:65                    | 34:58                    |
| 1993/94                                                | 01.                      | 65:23                    | 52:08                    |
| 1994/95                                                | 03.                      | 51:35                    | 43:25                    |
| 1995/96                                                | 13.                      | 40:47                    | 0040                     |
| 1996/97                                                | 16.                      | 26:57                    | 0033                     |
| 1997/98                                                | 07.                      | 52:54                    | 0046                     |
| 1998/99                                                | 18.                      | 35:59                    | 0028                     |
| gelb unterlegt: 2. Bundesliga grün unterlegt: Oberliga |                          |                          |                          |

Neuer Trainer wurde der Bosnier Aleksandar Ristić, der für die Mannschaft bis 1990 sowie von 1992 bis 1996 zuständig war und somit zu einer prägenden Person dieser Epoche wurde. Die Folgejahre waren von häufigen Auf- und Abstiegen geprägt. Fortuna Düsseldorf avancierte damit zu dem Verein mit den meisten Auf- und Abstiegen in den ersten vier Ligen in den letzten 20 Jahren.
Im Jahr 1989 gelang den Flingeranern der Wiederaufstieg. Im selben Jahr beteiligte sich die Düsseldorfer Punkband Die Toten Hosen, die zugleich zu den prominentesten Fans des Vereins zählen, an der Finanzierung des Kaufs Anthony Baffoes von Fortuna Köln. In der Saison 1988/89 schossen Sven Demandt, mit 35 Treffern Torschützenkönig der zweiten Liga, und Michael Preetz die Fortuna wieder in die höchste deutsche Spielklasse. Nach einem wiederholten Wortgefecht zwischen Ristić und der Vereinsführung verließ der Trainer im Jahr 1990 den Verein in Richtung FC Schalke 04. Die Rot-Weißen aus der Landeshauptstadt Nordrhein-Westfalens erkämpften sich in der Folgezeit den Klassenerhalt.
In der Folgesaison stieg das Team dann als Tabellenletzter in die zweite Liga ab. Da die Spielzeit 1991/92 infolge der deutschen Wiedervereinigung ausnahmsweise mit zwei zusätzlichen Mannschaften ausgetragen wurde, ist die Fortuna die bislang einzige Mannschaft, die eine Saison auf Platz 20 der Bundesliga abschloss. In der anschließenden Spielzeit 1992/93 folgte der nochmalige Abstieg, nun in die Oberliga Nordrhein.
Die Fortuna wollte im Eiltempo wieder zurück in den bezahlten Fußball und verpflichtete wieder Aleksandar Ristić, der mit den Flingeranern den direkten Durchmarsch zurück in die erste Liga (1994 Aufstieg in die 2. Bundesliga, 1995 Aufstieg in die Bundesliga) schaffte.
Der Verein verfügte über nur geringe finanzielle Mittel, weshalb Ristić zum großen Teil nichts anderes übrig blieb, als der Mannschaft, mit der er den Durchmarsch geschafft hatte, zu vertrauen. Darüber hinaus verpflichtete der Verein einige Altstars, z. B. Darko Pančev, der in der Saison 90/91 mit 34 Treffern den jugoslawischen (serbischen) Rekordmeister Roter Stern Belgrad zum Gewinner des Wettbewerbs um den Europapokal der Landesmeister, der heutigen UEFA Champions League, geschossen hatte. Auch der eigene Nachwuchs kam seinerzeit zum Zuge: Einigen Nachwuchsspielern, z. B. Ben Manga, gelang so der Sprung in die erste Mannschaft. Der Sturm mit Mill, Pančev und Cyron konnte weniger überzeugen, dagegen die Defensive um den Torhüter Georg Koch, der ein starker Rückhalt für seine Mannschaft und der absolute Publikumsliebling war.
Nach dem Aufstieg nahm die Hinrunde in der Bundesliga keinen guten Verlauf und der Verein belegte zur Winterpause den letzten Tabellenplatz. Die Highlights waren die guten Auftritte im DFB-Pokal. Am 18. September 1995 besiegte das Team in der zweiten Runde den FC Bayern München, der mit seinen Topstars (Papin, Klinsmann, Matthäus, Scholl etc.) und dem damaligen Trainer Rehhagel im Rheinstadion antrat, mit 3:1. Die Fortuna verpasste nur knapp das Endspiel, als sie im Halbfinale dem KSC mit 0:2 unterlag. In der Punktrunde drehte die Mannschaft in der Rückserie auf, schaffte souverän den Klassenerhalt und belegte am Ende der Saison 1995/96 den 13. Tabellenplatz.

Karte des Spiels SV Meppen – Fortuna Düsseldorf in der Saison 97/98

Die Folgesaison 1996/97 verlief nicht erfolgreich, obwohl die Live-Band Family 5 mit dem Lied Vor, vor, Fortuna! die Mannschaft noch als die „die Macht am Rhein“ beschworen hatte. Nach der Partie gegen den KSC beschwerten sich einige Spieler über den teilweise schroffen Stil ihres bosnischen Trainers. Der damalige Klubpräsident Jürgen Hauswald mischte sich in die sportlichen Belange ein und stritt ständig mit Ristić, worauf dieser ihn öffentlich kritisierte und teilweise bloßstellte. Daraufhin nutzte Hauswald die Gelegenheit und entließ Ristić in der Hinrunde. Rudolf Wojtowicz, der viele Jahre Ristić assistiert hatte, wurde neuer Cheftrainer. Diese Maßnahme blieb jedoch erfolglos, die Mannschaft stieg wieder ab.
1995 bis 1997 waren bis zum Aufstieg 2012 die letzten Jahre von Fortuna Düsseldorf in der Bundesliga. Nach zwei chaotischen Spielzeiten stieg der Verein im Jahr 1999 auch aus der 2. Bundesliga ab.

### Absturz in die Regional- und Oberliga (1999–2004)
| Saisonbilanzen 1999–2004                             | Saisonbilanzen 1999–2004 | Saisonbilanzen 1999–2004 | Saisonbilanzen 1999–2004 |
| Saison                                               | Platz                    | Tore                     | Punkte                   |
| ---------------------------------------------------- | ------------------------ | ------------------------ | ------------------------ |
| 1999/2000                                            | 06.                      | 53:35                    | 53                       |
| 2000/01                                              | 16.                      | 46:52                    | 42                       |
| 2001/02                                              | 17.                      | 36:57                    | 32                       |
| 2002/03                                              | 08.                      | 47:49                    | 46                       |
| 2003/04                                              | 02.                      | 72:38                    | 71                       |
| rot unterlegt: Regionalliga grün unterlegt: Oberliga |                          |                          |                          |

Ab 1999 spielte der Verein für die Dauer von knapp einem Jahrzehnt in den Amateurklassen – zwischen 2002 und 2004 sogar in der viertklassigen Oberliga. In der ersten Regionalliga-Saison spielte die Fortuna in der Staffel West/Südwest, die sie mit dem sechsten Platz abschloss. Dies bedeutete gleichzeitig die Qualifikation für die ab der Folgesaison zweigleisige Regionalliga, wobei der Verein der Staffel Nord zugeordnet wurde. Wieder – nun zum dritten Mal – verpflichtete der Verein Ristić als Trainer, der aufgrund des geringen Erfolges noch während der Saison erneut entlassen wurde. Auch in den folgenden drei Jahren entwickelte sich der Trainerposten zum Schleudersitz. Nachdem der Verein in der Saison 2000/01 zunächst sportlich abgestiegen war, profitierte er vom Lizenzentzug des SV Wilhelmshaven sowie von Sachsen Leipzig. Zur selben Zeit war der Klub in größere finanzielle Schwierigkeiten geraten. Die Toten Hosen erklärten sich aufgrund der angespannten wirtschaftlichen Lage des Traditionsvereins bereit, den Verein zwei Jahre lang zu sponsern – von 2001 bis 2003 – und ihn darüber hinaus weiterhin zu fördern.
Die Folgesaison beendete die Fortuna auf dem vorletzten Tabellenplatz, weshalb sie in die Oberliga Nordrhein absteigen musste. Die erste Saison in der Oberliga schlossen die „Flingeraner“ auf dem achten Tabellenplatz ab. Ein Jahr später landete Düsseldorf auf Platz zwei; da jedoch der Tabellenerste SSVg Velbert keine Lizenz für die Regionalliga Nord beantragte, durfte die Fortuna stattdessen aufsteigen.
Das letzte Spiel der Fortuna im Rheinstadion fand am 3. März 2002 gegen Rot-Weiss Essen vor 21.000 Zuschauern statt (1:1). Im Herbst 2002 wurde dann das zuletzt 56.000 Zuschauer fassende Rheinstadion gesprengt, um einer zeitgemäßen Multifunktionsarena Platz zu machen. Einzelne Teile des Rheinstadions wurden versteigert, um den Verein aus den finanziellen Schwierigkeiten zu bringen. Die Heimspielstätte des Vereins war seit der Sprengung des Rheinstadions bis zum Beginn der Saison 2005/06 das nach Modernisierung und Ausbau 8.700 Zuschauer fassende Paul-Janes-Stadion.

### Konsolidierung (2004–2008)
| Saisonbilanzen 2004–2013                                                                                           | Saisonbilanzen 2004–2013 | Saisonbilanzen 2004–2013 | Saisonbilanzen 2004–2013 |
| Saison | Platz                    | Tore                     | Punkte                   |
| --- | ------------------------ | ------------------------ | ------------------------ |
| 2004/05 | 08.                      | 46:42                    | 49                       |
| 2005/06 | 05.                      | 62:47                    | 63                       |
| 2006/07 | 10.                      | 50:47                    | 51                       |
| 2007/08 | 03.                      | 49:29                    | 61                       |
| 2008/09 | 02.                      | 54:33                    | 69                       |
| 2009/10 | 04.                      | 48:31                    | 59                       |
| 2010/11 | 07.                      | 49:39                    | 53                       |
| 2011/12 | 03.                      | 64:35                    | 62                       |
| 2012/13 | 17.                      | 39:57                    | 30                       |
| rot unterlegt: Regionalliga violett unterlegt: 3. Liga gelb unterlegt: 2. Bundesliga grün unterlegt: 1. Bundesliga |                          |                          |                          |

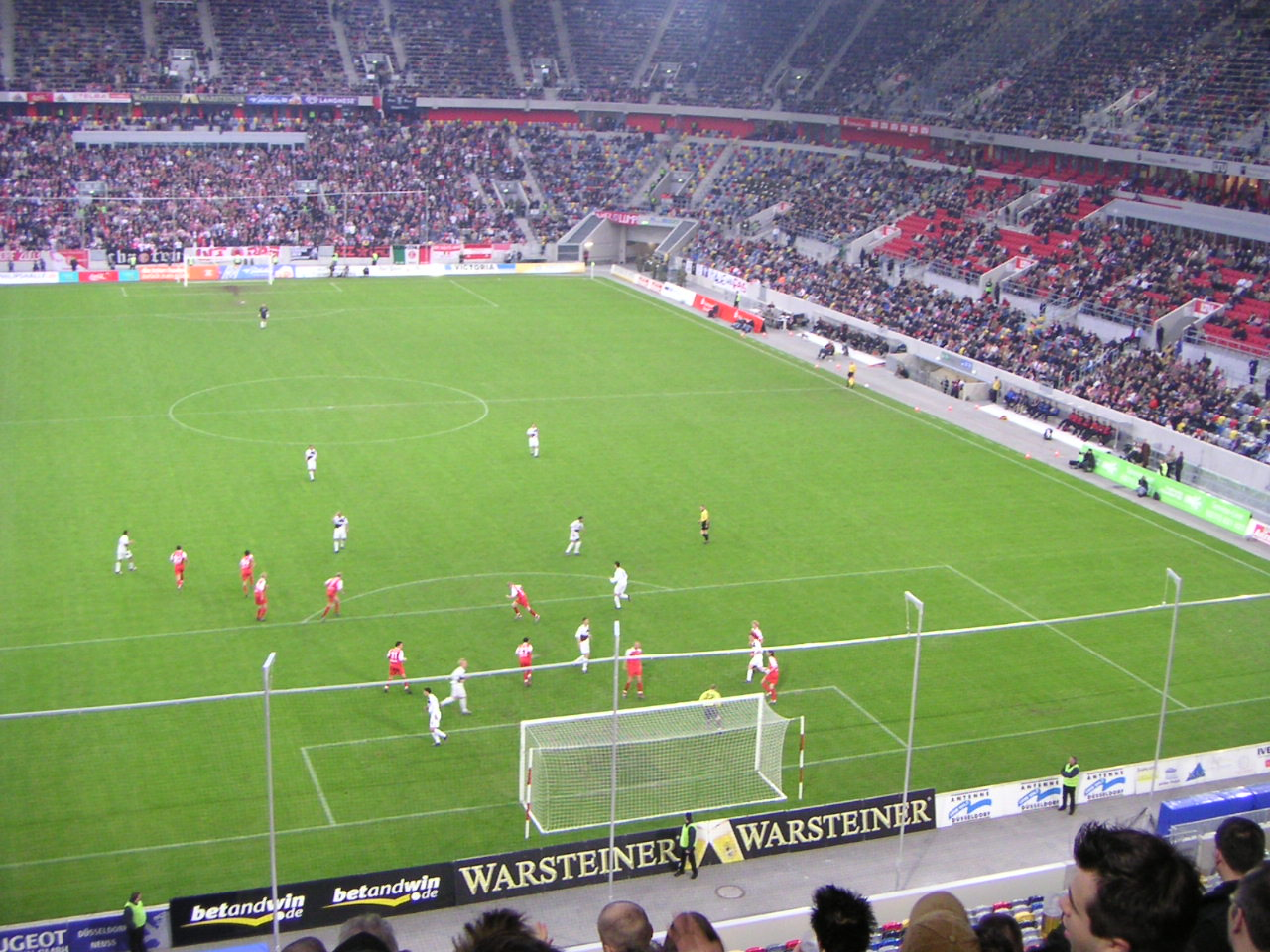
Fortuna-Spiel in der Merkur Spiel-Arena

Am 10. September 2004 absolvierte Fortuna Düsseldorf ihr erstes Spiel in der damaligen LTU arena gegen den 1. FC Union Berlin mit 2:0. Bei diesem Spiel wurde mit 38.123 Zuschauern ein neuer Zuschauerrekord für die Regionalliga Nord aufgestellt. Das seit 2018 Merkur Spiel-Arena genannte Stadion bietet Platz für 54.600 Zuschauer und dient seit der Saison 2005/06 als Hauptspielstätte, nachdem dort in der Vorsaison bereits vereinzelte „Spitzenspiele“ ausgetragen worden waren. Anhaltende Erfolglosigkeit der Mannschaft sowie schwerwiegende Fehler des Managements sorgten zu diesem Zeitpunkt dafür, dass die Fortuna sich erneut in akuter Abstiegsgefahr befand. Zum Ende der Hinrunde der Saison 2005/06 sah die Bilanz positiver aus: Trotz des schwachen Starts mit vier Niederlagen in Folge kam es zu einer Serie mit 23 Punkten aus zehn Spielen. Am Saisonende reichte es für den fünften Tabellenplatz; neun Punkte fehlten zu einem Aufstiegsplatz. Die darauf folgende Spielzeit verlief weniger erfolgreich und endete im Mittelfeld der Tabelle.
In der Saison 2007/08 beendete die neue Mannschaft der Fortuna die schwarze Serie von 12 in Folge nicht gewonnenen Auftaktspielen mit einem 1:0-Sieg in der Regionalliga Nord bei Union Berlin. Am 8. September 2007 stellte Michael Melka einen neuen Vereinsrekord auf. Er war zu diesem Zeitpunkt seit 720 Minuten ohne Gegentor geblieben. Damit brach er den alten Vereinsrekord von Jörg Schmadtke. Am 9. Spieltag kassierte Fortuna den ersten Gegentreffer, wodurch Michael Melka bis dahin 802 Minuten ohne Gegentor war. Damit brach er auch den Rekord in „Spielminuten ohne Gegentor seit Saisonbeginn“ von Timo Hildebrand. Am 12. November 2007 wurde Trainer Uwe Weidemann trotz eines dritten Tabellenplatzes mit nur zwei Punkten Rückstand auf die Aufstiegsplätze entlassen. Bis zur Winterpause betreuten das Team Manager Wolf Werner und Co-Trainer Uwe Klein. Am 1. Januar 2008 wurde Norbert Meier offiziell als neuer Cheftrainer vorgestellt.
Während des gesamten Saisonverlaufes spielte Fortuna um den Aufstieg in die 2. Bundesliga mit; gegen Ende der Spielzeit gelang eine Serie, in der sie ungeschlagen blieb. Trotz eines 4:0-Auswärtssieges gegen Rot-Weiß Erfurt am letzten Spieltag unterlag sie im Fernduell den unmittelbaren Konkurrenten Rot Weiss Ahlen und Rot-Weiß Oberhausen, die ebenfalls siegten und somit in die zweithöchste Spielklasse aufstiegen.

### Rückkehr in den Profifußball (2008–2013)
Der dritte Platz bedeutete jedoch die Qualifikation für die neu eingeführte eingleisige 3. Liga, in der die Fortuna in der Saison 2008/09 vertreten war. Dort stellte die Fortuna am 23. Mai 2009 beim Heimspiel gegen Werder Bremen II in der LTU Arena mit 50.095 Besuchern den Zuschauerrekord für drittklassigen Fußball in Deutschland auf. Durch den 1:0-Sieg in diesem Spiel stieg Fortuna in die 2. Bundesliga auf.
Die Zweitliga-Saison 2009/10 begann mit einem DFB-Pokalthriller gegen den erstklassigen Hamburger SV, der erst im Elfmeterschießen verloren ging. In dieser Saison setzte sich die Fortuna in der oberen Tabellenhälfte fest. Bis zum vorletzten Spieltag hatte das Team von Norbert Meier sogar die Chance, die Aufstiegsrelegation zu erreichen. Letztlich fehlten jedoch drei Punkte auf den drittplatzierten FC Augsburg, was vor allem auf Fortunas Auswärtsschwäche zurückzuführen war. Düsseldorf beendete die Saison schließlich mit 59 Zählern auf Rang vier und wurde nicht nur bester Aufsteiger, sondern blieb auch als einzige Mannschaft im deutschen Profifußball im eigenen Stadion ungeschlagen. Torhüter Michael Ratajczak musste in den Heimspielen der Rückrunde zudem nur einen einzigen Gegentreffer hinnehmen. Mit durchschnittlich über 28.000 Zuschauern in der heimischen ESPRIT-Arena erreichte Fortuna den bisher besten Zuschauerschnitt ihrer Geschichte.
Der Auftakt der Folgesaison 2010/11 misslang jedoch. Schon in der ersten Runde des DFB-Pokals schied der Verein gegen den Drittligisten TuS Koblenz aus. Die ersten sechs Punktspiele gingen hintereinander verloren, so dass Düsseldorf auf den letzten Tabellenplatz abrutschte, was den schlechtesten Saisonstart seit 1991 darstellte. Schließlich stabilisierte sich die Mannschaft, und bis zur Winterpause kämpfte sich Fortuna ins untere Mittelfeld der Tabelle. Der Aufwärtstrend hielt in der Rückrunde an, und das Team beendete die Saison als Tabellensiebter. Erneut war die Fortuna die heimstärkste Mannschaft der Liga. Nur Siege, nämlich drei, gab es in der Ausweichspielstätte Lena-Arena.
Der Saisonauftakt 2011/12 war der beste der Fortuna seit 2003. Die ersten zwölf Pflichtspiele wurden ohne Niederlage bestritten. Nach Ende der Hinrunde war die Fortuna seit 26 Pflichtspielen ungeschlagen und mit 41 Punkten – so vielen Hinrundenzählern wie bei noch keiner Mannschaft zuvor – Herbstmeister. Außerdem war Düsseldorf seit über einem Jahr zu Hause ungeschlagen. Durch den dritten Platz in der Abschlusstabelle gelang die Qualifikation zu den Relegationsspielen zur Bundesliga.
Mit Erreichen des Achtelfinales im DFB-Pokal 2011/12, was zuletzt im Jahr 1998 gelungen war, traf Fortuna auf den amtierenden Deutschen Meister und späteren Double-Gewinner Borussia Dortmund. Bis zum Ende der Verlängerung wurde ein 0:0 gehalten. Erst in einem denkwürdigen Elfmeterschießen, bei dem zwei Strafstöße wiederholt werden mussten, zog die Fortuna den Kürzeren.
Das Hinspiel der Relegation gegen Hertha BSC wurde am 10. Mai in Berlin ausgetragen und endete mit einem 2:1-Sieg für die Fortuna.
Das Rückspiel fand am 15. Mai 2012 in Düsseldorf statt. Schiedsrichter Wolfgang Stark musste unmittelbar nach dem Treffer zum 2:1 für Düsseldorf angesichts Feuerwerkseinsatzes beider Anhängerblöcke das Spiel unterbrechen. Aus dem Hertha-Fanblock wurden bengalische Feuer auf das Spielfeld geworfen, im Fortuna-Fanblock brannten Feuerwerkskörper. Somit kam es zu einer Nachspielzeit von sieben Minuten. Diese Nachspielzeit konnte zunächst nicht absolviert werden, da Düsseldorfer Fans vor dem regulären Spielende beim Stand von 2:2 jubelnd auf das Spielfeld stürmten, wobei unter anderem ein Fortuna-Fan einen Teil eines der Elfmeterpunkte als Souvenir aus dem Rasen riss. Aufgrund des Tumults verließen Spieler und Schiedsrichter den Platz. Nach Einsatz von Ordnern, Polizei, Stadionsprecher und Fortuna-Spielern gelang es nach etwa fünf Minuten, das Spielfeld zu räumen. Hertha BSC erklärte sich schließlich erst nach 20 Minuten bereit, zu Ende zu spielen. Anschließend konnte die verbliebene Zeit gespielt werden. Die Partie endete mit einem 2:2-Unentschieden, damit würde Düsseldorf in der Saison 2012/13 wieder in der Bundesliga spielen. Hertha BSC legte am nächsten Tag gegen die Wertung des Spieles jedoch Einspruch ein, der in erster Instanz vor dem Sportgericht zurückgewiesen wurde. Dann ging Hertha vor dem DFB-Bundesgericht in Revision, wo der Einspruch ebenfalls abgelehnt wurde. Nachdem Hertha BSC das Urteil des DFB-Bundesgerichts akzeptiert hatte, war der Düsseldorfer Aufstieg auch rechtlich perfekt. Schiedsrichter Wolfgang Stark erstattete Strafanzeige wegen Körperverletzung gegen den Hertha-Spieler Lewan Kobiaschwili. Dieser stimmte letztlich einem Strafbefehl von 60.000 Euro zu.
Die neue Saison begann mit einem Einspruch gegen das gesprochene Urteil des DFB nach mehreren Pyrotechnik-Vergehen in der Vorsaison. Der Verein legte Revision ein und konnte einem Komplettausschluss der Zuschauer im ersten Heimspiel gegen Borussia Mönchengladbach entgehen. Das zweite Urteil, das beinhaltet, dass nur 25.000 Zuschauer plus 5.000 Gästefans in den ersten beiden Heimspielen gegen Gladbach und den SC Freiburg zugelassen werden, wurde nach längerer Überlegung von der Vereinsführung akzeptiert. Zudem wurde die Geldstrafe für Fortuna Düsseldorf um 50.000 € auf 150.000 € erhöht.
Die neue Saison begann mit dem Erstrundenspiel des DFB-Pokals. Drittligist Wacker Burghausen wurde mit 1:0 besiegt. Die Bundesliga-Rückkehr feierte die Fortuna mit einem 2:0 im Auswärtsspiel beim FC Augsburg. Erst am 7. Spieltag verlor man das erste Spiel. Bis zur Winterpause konnte Fortuna vor allem im eigenen Stadion gegen starke Gegner viele Punkte holen. Im DFB-Pokal erreichte man wieder das Achtelfinale, wo man den Kickers Offenbach mit 0:2 unterlag. An die guten Ergebnisse der Hinrunde (13. Tabellenplatz mit 21 Punkten) konnte die Fortuna in der Rückrunde nicht mehr anknüpfen, bereits das erste Heimspiel gegen den FC Augsburg ging mit 2:3 verloren. Nach zuletzt 12 sieglosen Spielen rutschte der Verein am letzten Spieltag nach einer 0:3-Niederlage bei Hannover 96 erstmals in die Abstiegszone (17. Tabellenplatz) und stieg damit nach nur einer Saison wieder ab. Durch die unerwartete Niederlage im zeitgleich stattfindenden Spiel von Borussia Dortmund gegen die ebenfalls vom Abstieg bedrohte und vor dem letzten Spieltag um zwei Punkte schlechter platzierte TSG 1899 Hoffenheim hatte Fortuna auch die Möglichkeit des Klassenerhalts über die Relegation verpasst, nachdem der in der Nachspielzeit erzielte Ausgleich der Dortmunder zum 2:2 wegen Abseits nicht anerkannt worden war.

### Zweite Liga mit Turbulenzen und Aufstieg in die Bundesliga (2013–2018)
| Saisonbilanzen ab 2013                                      | Saisonbilanzen ab 2013 | Saisonbilanzen ab 2013 | Saisonbilanzen ab 2013 |
| Saison                                                      | Platz                  | Tore                   | Punkte                 |
| ----------------------------------------------------------- | ---------------------- | ---------------------- | ---------------------- |
| 2013/14                                                     | 06.                    | 45:44                  | 50                     |
| 2014/15                                                     | 10.                    | 48:52                  | 44                     |
| 2015/16                                                     | 14.                    | 32:47                  | 35                     |
| 2016/17                                                     | 11.                    | 37:39                  | 42                     |
| 2017/18                                                     | 01.                    | 57:44                  | 63                     |
| 2018/19                                                     | 10.                    | 49:65                  | 44                     |
| 2019/20                                                     | 17.                    | 36:67                  | 30                     |
| 2020/21                                                     | 05.                    | 55:46                  | 56                     |
| 2021/22                                                     | 10.                    | 45:42                  | 44                     |
| 2022/23                                                     | 04.                    | 60:43                  | 58                     |
| 2023/24                                                     | 03.                    | 72:40                  | 63                     |
| 2024/25                                                     | 06.                    | 57:52                  | 53                     |
| gelb unterlegt: 2. Bundesliga grün unterlegt: 1. Bundesliga |                        |                        |                        |

Nach dem Abstieg trennte man sich einvernehmlich von Cheftrainer Norbert Meier. Nachfolger wurde der frühere Düsseldorfer Spieler Mike Büskens. Anstelle des Mitspielens um den direkten Wiederaufstieg näherte der Verein sich kontinuierlich der Abstiegszone. Büskens wurde am 30. November 2013 entlassen, da der Verein nur auf dem 15. Tabellenplatz der 2. Fußball-Bundesliga stand. Der Torwarttrainer Oliver Reck bekleidete interimsmäßig das Amt des Cheftrainers, bis es am 1. Januar 2014 von Lorenz-Günther Köstner übernommen wurde. Als Köstner im April 2014 erkrankte, wurde Reck bis zum Ende der Saison erneut Interimstrainer. Fortuna verlor unter ihm bis zum Saisonende kein einziges Pflichtspiel mehr und kletterte vom 14. auf den 6. Tabellenplatz. Zum Ende der Saison 2013/14 löste Fortuna Düsseldorf den Vertrag mit Köstner auf und verpflichtete am 16. Juli 2014 Oliver Reck als seinen Nachfolger.
Unter Reck spielte die Fortuna in der neuen Saison 2014/2015 eine gute Hinrunde und belegte zur Winterpause mit 28 Punkten den 4. Platz. Kurz nach Beginn der Rückrunde wurde Reck nach zwei Niederlagen in Folge am 23. Februar 2015 entlassen und Taşkın Aksoy zum Interimstrainer ernannt. Die mit der Entlassung vom Verein intendierte Rückkehr an die Tabellenspitze fand jedoch nicht statt, stattdessen setzte sich der Abwärtstrend weiter fort: Die Mannschaft fiel bis zum Saisonende von Platz 4 auf Platz 11 zurück und spielte die schlechteste Rückrunde aller Vereine dieser Saison. Für großen Unmut bei Teilen der Fanszene sorgte die Trennung vom langjährigen Spieler und Kapitän Andreas Lambertz (seit 2003 in der ersten Mannschaft), der zum Ende der Saison zu Dynamo Dresden wechselte. Am 14. April 2015 gab Fortuna Düsseldorf die Verpflichtung von Frank Kramer als Cheftrainer ab der Saison 2015/16 bekannt.
Das für die neue Saison angepeilte Ziel – um den Aufstieg mitzuspielen – konnte Kramer mit der Mannschaft nicht erreichen. In der Hinrunde der neuen Saison stand man fast durchgehend auf den hinteren Tabellenplätzen. Im DFB-Pokal schied man in der 2. Hauptrunde beim 1. FC Nürnberg mit einer 1:5-Niederlage aus. Nach dem 1:1 gegen den Tabellenletzten MSV Duisburg gab der Verein am 23. November 2015 die Entlassung von Frank Kramer bekannt. Interimstrainer wurde sein Co-Trainer Peter Hermann, der mit der Mannschaft zwei Siege in Folge erringen konnte und die Mannschaft zwischenzeitlich aus der Abstiegszone führte. Ebenfalls im Herbst gehen musste am 5. Oktober 2015 der Vorstandsvorsitzende Dirk Kall, nachdem die internen Differenzen im Verein zu groß geworden waren. Die Trainersuche endete nach einem Monat mit der Übernahme des Trainerpostens durch Marco Kurz. Dieser brachte einen kurzen Aufschwung, danach fiel die Mannschaft mit 4 Niederlagen in Folge wieder auf die Abstiegsplätze zurück. Mit Robert Schäfer wurde am 3. Februar 2016 ein neuer Vorstandsvorsitzender verkündet. Am 13. März 2016 verkündete der Verein die Entlassung von Marco Kurz nach nur 6 Spielen. Friedhelm Funkel, der sich schon nach Kramers Entlassung in der Presse angeboten hatte, wurde am 14. März 2016 zum neuen Trainer ernannt. Funkel gelang es, die dem Abstieg entgegen taumelnde Mannschaft zu stabilisieren und machte den Klassenerhalt mit zwei Siegen in den letzten zwei Spielen perfekt. Zum Ende der Saison verkündete der Verein, die Zusammenarbeit mit Funkel in der nächsten Saison fortzuführen. Manager Rachid Azzouzi, der für die teuren, nicht eingeschlagenen Transfers von Didier Ya Konan und Mike Van Duinen sowie die Berufung von Marco Kurz verantwortlich war, musste dagegen am 25. Mai 2016 seinen Posten räumen. Am 14. Juni 2016 übernahm Erich Rutemöller ehrenamtlich den Posten des Vorstands Sport, während gleichzeitig Uwe Klein nach seinem Abgang zwei Jahre zuvor als neuer Chefscout zum Verein zurückkehrte.
In der Saison 2016/2017 startete die Mannschaft zunächst besser als erwartet und belegte nach 15 Spieltagen Tabellenplatz 6. Im DFB-Pokal qualifizierte man sich mit einem souveränen 3:0 bei Hansa Rostock für die 2. Hauptrunde, in der man jedoch mit einem 1:6 beim Erstligaabsteiger Hannover 96 sang- und klanglos ausschied. Zwischen Ende November und Anfang März gewann die Mannschaft kein Spiel und rutschte in der Tabelle bis auf Rang 14 ab. Die Mannschaft konnte sich aber wieder fangen, erreichte in den letzten drei Spielen ein Unentschieden und zwei Siege und beendete die Saison als Tabellenelfter.
Friedhelm Funkels zweite Saison als Trainer in der Saison 2017/18 markierte eine Trendwende für den Verein. Die Mannschaft hatte mit einem Unentschieden und vier Siegen in Folge einen ihrer besten Saisonstarts aller Zeiten und setzte sich schnell an der Tabellenspitze fest. Für Schlagzeilen sorgte der Abgang von Co-Trainer Peter Hermann, der im Oktober für knapp zwei Millionen Euro Ablöse Jupp Heynckes zu Bayern München folgte. Ein kurzer Leistungseinbruch folgte nach dem Ausscheiden in der zweiten Hauptrunde des DFB-Pokals, als man zu Hause 0:1 gegen Borussia Mönchengladbach unterlag: Es folgten sechs sieglose Spiele bis zum Ende der Hinrunde, die man auf dem 3. Tabellenplatz hinter dem Überraschungsherbstmeister Holstein Kiel und dem 1. FC Nürnberg abschloss. Der Start in die Rückrunde verlief für die Mannschaft mit vier Siegen in Folge ähnlich erfolgreich wie der Hinrundenstart und sie verteidigte danach durchgehend die direkten Aufstiegsplätze. Schon am 32. Spieltag machte Fortuna Düsseldorf durch einen 2:1-Sieg bei Dynamo Dresden den direkten Aufstieg in die Fußball-Bundesliga 2018/19 perfekt. Funkel konnte seinen schon bestehenden Rekord als Trainer mit den meisten Bundesligaaufstiegen von fünf auf sechs ausbauen. Am letzten Spieltag sicherte sich Fortuna zudem im Duell beim 1. FC Nürnberg mit einem 3:2-Erfolg in der Nachspielzeit den Meistertitel der 2. Bundesliga.

### Bundesliga (2018 bis 2020), erneuter Abstieg und verpasste Wiederaufstiege
Die Rückkehr von Fortuna in das Oberhaus des deutschen Fußballs stand unter dem vom Verein ausgerufenen Motto „Gekommen, um zu bleiben“. Schon vor Beginn der Saison 2018/19 wurde die Mannschaft wegen ihrer knappen Verstärkungen von vielen Medien und Experten als Absteiger Nr. 1 betitelt. Im September holte Fortuna gegen die Europapokal-Teilnehmer RB Leipzig und 1899 Hoffenheim vier Punkte, danach folgten sechs Spiele ohne Punktgewinn, darunter eine Auswärtsniederlage mit 1:7 gegen Eintracht Frankfurt. Den Wendepunkt markierte das Heimspiel gegen Hertha BSC am 11. Spieltag, das die Mannschaft überzeugend mit 4:1 gewann. Beim Meister Bayern München erzielte Fortuna dreimal den Ausgleichstreffer und verstärkte mit dem 3:3 die dortige sportliche Krise. Dodi Lukébakio traf in diesem Spiel dreimal, was zuletzt gegen die Bayern nur Cristiano Ronaldo und Ebbe Sand gelungen war. Kurz vor der Winterpause baute die Fortuna in der englischen Woche ihr Punktekonto von 9 auf 18 aus, indem man den SC Freiburg mit 2:0, den Herbstmeister Borussia Dortmund mit 2:1 und die in Abstiegsgefahr geratenen Hannoveraner mit 1:0 besiegte. In der Winterpause kündigte der Verein während des Trainingslagers in Marbella an, Friedhelm Funkels auslaufende Vertragslaufzeit nicht über den Sommer hinaus zu verlängern. Es folgte eine große öffentliche Welle der Solidarität mit Funkel, was den Verein nach einem nochmaligen Gespräch mit Funkel schließlich doch veranlasste, über den Sommer hinaus zu verlängern. Vor dem Rückrundenspiel gegen Bayern München beurlaubte der Verein den Vorstandsvorsitzenden Robert Schäfer. Der frühere Geschäftsführer des VfL Wolfsburg Thomas Röttgermann trat seine Nachfolge an. In der Rückrunde konnte die Mannschaft auf ihren Leistungen aufbauen und sammelte 26 Punkte, unter anderem mit Heimsiegen gegen den VfB Stuttgart (3:0), Borussia Mönchengladbach (3:1) und Werder Bremen (4:1) sowie drei Auswärtserfolgen beim FC Schalke 04 (4:0) und jeweils 2:1 beim FC Augsburg und Hertha BSC. Fortuna beendete die Saison auf Platz 10; der Verein erreichte damit seine beste Platzierung in der Bundesliga seit 30 Jahren.
Nach der Saison verließen mit Dodi Lukébakio und Benito Raman die beiden besten Torschützen die Fortuna. Trotz eines guten Saisonauftaktes in der Saison 2019/20 mit dem ersten Sieg in Bremen (3:1) seit 1977 verlor die Mannschaft zunehmend den Sichtkontakt zum Mittelfeld. Bis zur Winterpause kam man nur auf vier Siege in der Liga, unter anderem zuhause gegen den rheinischen Rivalen 1. FC Köln (2:0). Mit der sich festfahrenden sportlichen Situation wurde Friedhelm Funkel Ende Januar 2020 entlassen, als die Mannschaft nach neun Spielen mit nur einem Sieg auf dem letzten Tabellenplatz stand. Der neue Trainer Uwe Rösler konnte die Leistung der Mannschaft stabilisieren, sodass sie fast die gesamte Rückrunde auf dem Relegationsplatz oberhalb der direkten Abstiegsränge rangierte. Im DFB-Pokal erreichte man das Viertelfinale, wo man beim Regionalligisten 1. FC Saarbrücken im Elfmeterschießen ausschied. Am letzten Spieltag folgte auswärts gegen den Aufsteiger Union Berlin jedoch der Sturz vom Relegationsplatz auf den 17. Platz. Damit wiederholte sich der Direktabstieg am letzten Spieltag genau wie im Finale der Saison 2012/13.
Nach dem Abstieg spielte die Fortuna in der Saison 2020/21 mit einer namhaften Konkurrenz um den vom Verein als Saisonziel ausgerufenen direkten Wiederaufstieg. Nach einem holprigen Saisonstart führte zum Ende der Hinrunde eine starke Phase mit 23 Punkten aus 10 Spielen die Mannschaft nah an die Aufstiegsplätze. Mit Klaus Allofs kehrte im September 2020 nach mehr als 20 Jahren eine Vereinslegende auf sportlich verantwortlicher Position zum Verein zurück. Im DFB-Pokal scheiterte die Mannschaft wie im Vorjahr an einem Regionalligisten, als man gegen Rot-Weiss Essen in der 2. Runde mit 3:2 unterlag. Nach dem Beginn der Rückrunde mit nur 12 Punkten aus 10 Spielen verlor die Mannschaft den Anschluss an die Tabellenspitze. Fortuna konnte insbesondere gegen alle am Saisonende vor sich platzierten Mannschaften keinen einzigen Sieg holen und beendete die Saison auf Platz 5. Nach dem verpassten Aufstieg verkündete der Verein, die Zusammenarbeit mit Trainer Uwe Rösler nicht fortsetzen zu wollen. Am 27. Mai wurde mit Christian Preußer – welcher mit dem SC Freiburg II den Aufstieg in die 3. Liga erreichte – ein neuer Trainer verpflichtet und am 18. Juni offiziell vorgestellt.
Der Start in die Folgesaison erwies sich als holpriger, als von vielen Fans angenommen. Trotz eines ungefährdeten 5:0-Sieges in der 1. Hauptrunde des DFB-Pokals gegen den VfL Oldenburg belegte die Mannschaft nach 10 Spieltagen nur dem 12. Tabellenplatz. Zum Beginn der Rückrunde im Dezember, trudelte man kontinuierlich den Abstiegsrängen entgegen. Das Pokalaus erfolgte in der zweiten Runde bei Hannover 96 (0:3). Nachdem auch das 4. Spiel der Rückrunde nach der Winterpause keine sichtbare Wende erkennen lassen konnte, folgte die Trennung von Preußer. Sein Nachfolger wurde Daniel Thioune, welcher mit einem 2:1-Heimsieg gegen den Aufstiegsaspiranten FC Schalke 04 sein Debüt gab. Thioune gelang die Trendwende und führte die Mannschaft mit nur einer Niederlage in der Rückrunde auf den 10. Tabellenplatz.
Zur Saison 2022/23 startete Fortuna mit dem nun langfristig gebundenen neuen Chefcoach solide in die Saison und pendelte zwischen dem vierten und siebten Tabellenplatz. Im DFB-Pokal erreichte man über Offenbach und Regensburg das Achtelfinale, wo man in Nürnberg im Elfmeterschießen (5:3) ausschied. In der Rückrunde pirschte man sich wiederholt an die Aufstiegsränge ran, konnte aber aufgrund fehlender Konstanz zu keinem Zeitpunkt einen davon belegen, was zum Saisonabschluss mit dem 4. Tabellenplatz auch unterstrichen wurde. Besondere Aufmerksamkeit – auch international – konnte der Verein im April mit der neuen strategischen Ausrichtung unter dem Namen „Fortuna für alle“ auf sich ziehen, unter welcher Fortuna schrittweise den sponsorengestützten Gratiseintritt zu allen Heimspielen ankündigte.
In der ersten Saison mit dem neuen Konzept „Fortuna für alle“ wählte der Verein die Heimspiele gegen Kaiserslautern, St. Pauli und Braunschweig als jene Spiele, für die erstmals kein Eintritt verlangt wurde. In dieser Spielzeit mit potenten Absteigern wie Berlin und Schalke schien der Aufstieg im Vorhinein als deutlich schwieriger. Fortuna selbst bewegte sich zwei Drittel der Saison zwischen Platz 4 und 7, konnte aber mit einer kontinuierlichen Leistungssteigerung im letzten Saisondrittel den Hamburger SV schon viele Spieltage vor Saisonende auf Platz 4 verdrängen und sich somit die Teilnahme an der Relegation gegen den VfL Bochum sichern. Im Hinspiel konnte Fortuna überzeugend mit 3:0 gewinnen, das Heimspiel jedoch verlor man nach einem 0:3 in der regulären Spielzeit und verpasste im folgenden Elfmeterschießen im letzten Moment den Aufstieg in die Bundesliga. Im Pokal erreichte man (ausschließlich wieder auswärts) über Illertissen, Unterhaching, Magdeburg und St. Pauli das Halbfinale, in dem man den in der Bundesliga ungeschlagenen Leverkusenern mit 4:0 unterlag.
Zu Beginn der Saison 2025/26, die mit einer 1:5-Niederlage gegen Arminia Bielefeld und einer anschließenden Heimniederlage gegen Hannover 96 desaströs startete, sorgte der geplante Wechsel von Shon Weissman für Schlagzeilen, der aufgrund umstrittener Äußerungen zum Nahostkonflikt und der daraus resultierenden Fanproteste platzte.

## Personalien

### Kader 2025/26
- Stand: 11. August 2025[46]

| Pos.       | Nr. | Nat.         | Spieler                     | Geburtstag         | im Verein seit | Vertrag bis |
| ---------- | --- | ------------ | --------------------------- | ------------------ | -------------- | ----------- |
| Tor        | 01  | Polen        | Marcel Lotka                | 25. Mai 2001       | 2025           |             |
| Tor        | 26  | Deutschland  | Florian Schock              | 22. Mai 2001       | 2024           |             |
| Tor        | 33  | Deutschland  | Florian Kastenmeier         | 28. Juni 1997      | 2019           | 2026        |
| Abwehr     | 03  | Deutschland  | Christopher Lenz            | 22. September 1994 | 2025           |             |
| Abwehr     | 04  | Deutschland  | Kenneth Schmidt             | 3. Juni 2002       | 2025           |             |
| Abwehr     | 05  | Deutschland  | Moritz Heyer                | 4. April 1995      | 2025           | 2026        |
| Abwehr     | 12  | Island       | Valgeir Lunddal Friðriksson | 24. September 2001 | 2024           | 2028        |
| Abwehr     | 15  | Deutschland  | Tim Oberdorf                | 16. August 1996    | 2019           | 2026        |
| Abwehr     | 19  | Deutschland  | Emmanuel Iyoha              | 11. Oktober 1997   | 2011           | 2026        |
| Abwehr     | 20  | Deutschland  | Jamil Siebert               | 2. April 2002      | 2010           | 2027        |
| Abwehr     | 25  | Deutschland  | Matthias Zimmermann         | 16. Juni 1992      | 2018           |             |
| Abwehr     | 30  | Niederlande  | Jordy de Wijs               | 8. Januar 1995     | 2022           | 2026        |
| Abwehr     | 43  | Deutschland  | King Manu                   | 23. November 2003  | 2023           |             |
| Mittelfeld | 06  | Frankreich   | Giovanni Haag               | 30. Mai 2000       | 2024           | 2028        |
| Mittelfeld | 08  | Deutschland  | Anouar El Azzouzi           | 29. Mai 2001       | 2025           |             |
| Mittelfeld | 14  | Griechenland | Sotirios Alexandropoulos    | 26. November 2001  | 2025           |             |
| Mittelfeld | 23  | Deutschland  | Shinta Appelkamp            | 1. November 2000   | 2015           | 2026        |
| Mittelfeld | 24  | Kosovo       | Florent Muslija             | 6. Juli 1998       | 2025           | 2026        |
| Mittelfeld | 46  | Deutschland  | Sima Suso                   | 28. Mai 2005       | 2022           | 2028        |
| Sturm      | 07  | Deutschland  | Luca Raimund                | 9. April 2005      | 2025           |             |
| Sturm      | 10  | Danemark     | Christian Rasmussen         | 19. Januar 2003    | 2025           |             |
| Sturm      | 11  | Deutschland  | Julian Hettwer              | 15. Juni 2003      | 2025           |             |
| Sturm      | 13  | Schweiz      | Cedric Itten                | 27. Dezember 1996  | 2025           |             |
| Sturm      | 18  | Deutschland  | Jona Niemiec                | 19. September 2001 | 2021           | 2026        |
| Sturm      | 21  | Deutschland  | Tim Rossmann                | 11. November 2003  | 2024           | 2028        |
| Sturm      | 22  | Deutschland  | Danny Schmidt               | 30. Januar 2003    | 2024           |             |
| Sturm      | 27  | Deutschland  | Dennis Jastrzembski         | 20. Februar 2000   | 2023           | 2026        |
| Sturm      | 45  | Deutschland  | Karim Affo                  | 5. April 2006      | 2024           | 2027        |

### Kaderveränderungen in der Saison 2025/26
| Zugänge                  | Zugänge                   |
| Spieler                  | Abgebender Verein         |
| Sommerpause 2025         | Sommerpause 2025          |
| ------------------------ | ------------------------- |
| Sotirios Alexandropoulos | Sporting Lissabon (Leihe) |
| Anouar El Azzouzi        | PEC Zwolle                |
| Julian Hettwer           | Borussia Dortmund II      |
| Cedric Itten             | BSC Young Boys            |
| Christopher Lenz         | TSG 1899 Hoffenheim       |
| Marcel Lotka             | Borussia Dortmund         |
| King Manu                | Hansa Rostock (Leihende)  |
| Luca Raimund             | VfB Stuttgart             |
| Christian Rasmussen      | Ajax Amsterdam            |
| Kenneth Schmidt          | SC Freiburg               |
| Sima Suso                | Hansa Rostock (Leihende)  |
| Jordy de Wijs            | SC Heerenveen (Leihende)  |
| nach Saisonbeginn        |                           |
| Florent Muslija          | SC Freiburg (Leihe)       |

| Abgänge             | Abgänge                      |
| Spieler             | Aufnehmender Verein          |
| Sommerpause 2025    | Sommerpause 2025             |
| ------------------- | ---------------------------- |
| Jan Boller          | SSV Ulm 1846                 |
| Myron van Brederode | AZ Alkmaar (Leihende)        |
| Daniel Bunk         | Clemson Tigers               |
| Nicolas Gavory      | KAS Eupen                    |
| André Hoffmann      | Vertragsende; Ziel unbekannt |
| Ísak Jóhannesson    | 1. FC Köln                   |
| Dawid Kownacki      | Werder Bremen (Leihende)     |
| Moritz Kwarteng     | VfL Bochum (Leihende)        |
| Robert Kwasigroch   | Hertha BSC (Leihende)        |
| Dženan Pejčinović   | VfL Wolfsburg (Leihende)     |
| Marcel Sobottka     | Vertragsende; Ziel unbekannt |
| Ben Zich            | Roda JC Kerkrade (Leihe) *   |
| nach Saisonbeginn   |                              |
| Vincent Vermeij     | Dynamo Dresden               |

### Trainer- und Betreuerstab
Der Stab lautet wie folgt:
| Funktion            | Nat.        | Name              | Geburtstag        | Vertrag ab | Vertrag bis |
| ------------------- | ----------- | ----------------- | ----------------- | ---------- | ----------- |
| Cheftrainer         | Deutschland | Daniel Thioune    | 21. Juli 1974     | 2022       | 2028        |
| Co-Trainer          | Deutschland | Manfred Stefes    | 28. März 1967     | 2022       |             |
| Co-Trainer          | Deutschland | Jan Hoepner       | 11. April 1981    | 2022       |             |
| Torwarttrainer      | Deutschland | Christoph Semmler | 3. März 1980      | 2020       |             |
| Athletiktrainer     | Deutschland | Andreas Gross     | 30. Januar 1990   | 2019       |             |
| Mentaltrainer       | Deutschland | Axel Zehle        | 21. April 1975    | 2010       |             |
| Videoanalyst        | Deutschland | Jasper Smets      | 6. August 1995    | 2022       |             |
| Videoanalyst        | Deutschland | Benjamin Fischer  | 1. Juni 1995      | 2017       |             |
| Teammanager         | Deutschland | Sascha Rösler     | 28. Oktober 1977  | 2015       |             |
| Mannschaftsbetreuer | Deutschland | Oliver Paashaus   | 19. November 1974 | 1997       |             |
| Mannschaftsbetreuer | Deutschland | Nils Kriszio      | 12. Oktober 1988  | 2020       |             |

### Ehemalige Spieler
Fortuna Düsseldorf stellte während seiner Vereinsgeschichte insgesamt 25 deutsche A-Nationalspieler, so unter anderem Klaus Allofs, Manfred Bockenfeld, Rudi Bommer, Kurt Borkenhagen, Jupp Derwall, Paul Janes, Toni Turek und Gerd Zewe. Der sportliche Abwärtstrend ab Mitte der 1980er Jahre brachte jedoch mit sich, dass die Mannschaft seither keine Spieler mehr aufwies, die dem Kader der deutschen Nationalmannschaft angehörten. Jedoch spielten in der Folgezeit in Düsseldorf vereinzelt Nationalspieler anderer Länder wie Anthony Baffoe (Ghana) und Igor Dobrowolski (Russland).
Rekordspieler ist Gerd Zewe, der zwischen 1972 und 1987 wettbewerbsübergreifend 528 Pflichtspiele für den Verein bestritt. Mehr als 350 Pflichtspiele absolvierten außerdem Egon Köhnen (455 Spiele), Ernst Albrecht (403), Josef Weikl (391), Heiner Baltes (353). Die meisten Pflichtspieltore erzielte Johann „Hans“ Pickartz, der zwischen 1938 und 1947 in 169 Pflichtspielen 144 Tore erzielen konnte. Gefolgt wird er von Peter Meyer (138 Tore) vor Reiner Geye (135) und Hans Müller (123).

### Ehrenspielführer
- Hans Meck (1918–1931)
- Gerd Zewe (1972–1987)

### Fortuna-Legenden

Fortuna-Legenden

Im Frühjahr 2009 veranstaltete der Verein eine Online-Abstimmung über die besten Vereinsspieler aller Zeiten. Die elf Sieger sowie der Trainer wurden anschließend auf einem T-Shirt verewigt. Folgende Akteure wurden dabei gewählt:
Toni Turek – Gerd Zewe, Paul Janes, Gerd Zimmermann – Rudi Bommer, Egon Köhnen, Josef Weikl, Andreas Lambertz – Klaus Allofs, Wolfgang Seel, Thomas Allofs – Trainer: Aleksandar Ristić
Am 4. Juli 2014 wurde für den Fußballweltmeister von 1954, Toni Turek, ein Denkmal vor der Esprit-Arena in Düsseldorf aufgestellt. Björn Borgerding hatte dafür zwei Jahre zuvor die Toni-Turek-Initiative gegründet. Diese kümmerte sich um den Standort, die Gestaltung und die Finanzierung des Denkmals. Am 60. Jahrestag des „Wunders von Bern“ wurde das Denkmal dann enthüllt. Unterstützt wurde die Toni-Turek-Initiative durch die Dachverbände Supporters Club Düsseldorf 2003 e. V. und AK Arbeitskreis Fanarbeit.

### Trainerhistorie
| Cheftrainer | Cheftrainer       |
| Amtszeit    | Name              |
| ----------- | ----------------- |
| 1924–1925   | Heinz Körner      |
| 1925        | Wenßin            |
| 1925–1928   | Heinz Körner      |
| 1928–1929   | Georg Hochgesang  |
| 1929–1931   | Otto Keßler       |
| 1931–1934   | Heinz Körner      |
| 1934–1935   | Karl Flink        |
| 1935–1937   | Karl Höger        |
| 1937–1939   | Karl Flink        |
| 1939–1941   | Heinz Körner      |
| 1941–1945   | Hans Meck         |
| 1946–1948   | Georg Hochgesang  |
| 1948–1949   | Karl Flink        |
| 1949        | Theo Breuer       |
| 1949–1951   | Paul Janes        |
| 1951–1953   | Heinz Körner      |
| 1953–1957   | Kuno Klötzer      |
| 1957–1960   | Hermann Lindemann |
| 1960        | Theo Breuer       |
| 1960–1962   | Fritz Pliska      |
| 1962–1963   | Jupp Derwall      |
| 1963–1967   | Kuno Klötzer      |
| 1967        | Ernst Melchior    |
| 1967–1968   | Bernd Oles        |
| 1968–1970   | Otto Knefler      |

| Cheftrainer | Cheftrainer             |
| Amtszeit    | Name                    |
| ----------- | ----------------------- |
| 1970–1975   | Heinz Lucas             |
| 1975        | Manfred Krafft          |
| 1975–1976   | Josef Piontek           |
| 1976        | Manfred Krafft          |
| 1976–1978   | Dietrich Weise          |
| 1978–1979   | Hans-Dieter Tippenhauer |
| 1979–1980   | Otto Rehhagel           |
| 1980        | Benno Beiroth           |
| 1980–1981   | Heinz Höher             |
| 1981–1982   | Jörg Berger             |
| 1982–1985   | Willibert Kremer        |
| 1985–1987   | Dieter Brei             |
| 1987        | Gert Meyer              |
| 1987–1990   | Aleksandar Ristić       |
| 1990–1991   | Josef Hickersberger     |
| 1991–1992   | Rolf Schafstall         |
| 1992        | Hans-Jürgen Gede        |
| 1992        | Horst Köppel            |
| 1992        | Rudolf Wojtowicz        |
| 1992–1996   | Aleksandar Ristić       |
| 1996–1997   | Rudolf Wojtowicz        |
| 1997–1998   | Uli Maslo               |
| 1998        | Enver Marić             |
| 1998–1999   | Klaus Allofs            |
| 1999        | Peter Neururer          |

| Cheftrainer | Cheftrainer            |
| Amtszeit    | Name                   |
| ----------- | ---------------------- |
| 1999–2000   | Jürgen Gelsdorf        |
| 2000        | Tim Kamp               |
| 2000–2001   | Aleksandar Ristić      |
| 2001        | Uwe Fuchs              |
| 2001–2002   | Tim Kamp               |
| 2002        | Stefan Emmerling       |
| 2002–2003   | Slavko Petrović        |
| 2003        | Uwe Weidemann          |
| 2003–2004   | Massimo Morales        |
| 2004–2007   | Uwe Weidemann          |
| 2007        | Wolf Werner            |
| 2008–2013   | Norbert Meier          |
| 2013        | Mike Büskens           |
| 2013        | Oliver Reck            |
| 2014        | Lorenz-Günther Köstner |
| 2014–2015   | Oliver Reck            |
| 2015        | Taşkın Aksoy           |
| 2015        | Frank Kramer           |
| 2015        | Peter Hermann          |
| 2016        | Marco Kurz             |
| 2016–2020   | Friedhelm Funkel       |
| 2020–2021   | Uwe Rösler             |
| 2021–2022   | Christian Preußer      |
| seit 2022   | Daniel Thioune         |

### Manager im Sportbereich
- Wolf Werner, April 2007 bis Februar 2014
- Helmut Schulte, Januar 2014 bis Mai 2015 (Freistellung)
- Rachid Azzouzi, Juni 2015 bis Mai 2016 (vorzeitige Vertragsauflösung)[51]
- Erich Rutemöller, Juni 2016 bis September 2019 (auf eigenen Wunsch)[52]
- Lutz Pfannenstiel, Dezember 2018 bis Mai 2020 Sportvorstand[53][54]
- Uwe Klein, Juni 2020 bis Januar 2022 Sportvorstand[55]
- Klaus Allofs, September 2020 bis Januar 2022 Vorstand für Fußball & Entwicklung, Kommunikation und CSR, seit Januar 2022 Vorstand für Sport und Kommunikation[56]

## Erfolge
- Siehe Fortuna Düsseldorf/Namen und Zahlen

### Nationale Erfolge
- Meisterschaft
Deutscher Meister (1): 1933
Deutscher Vizemeister (1): 1936
Meister der 2. Bundesliga (2): 1989, 2018
Meister der Regionalliga West (1): 1966
- DFB-Pokal (inkl. Vorgängerwettbewerb)
Pokalsieger (2): 1979, 1980
Pokalfinalist (5): 1937, 1957, 1958, 1962, 1978
- Bezirksliga
Bezirksmeister (5): 1927, 1929, 1931, 1933, 1947
- Gauliga Niederrhein
Meister (5): 1936, 1937, 1938, 1939, 1940
- Westdeutscher Spiel-Verband
Westdeutscher Meister (1): 1931
Westdeutscher Pokalsieger (5): 1956, 1957, 1958, 1962, 1971

### Internationale Erfolge
- UEFA-Pokal
Achtelfinale (2): 1973, 1974
- Europapokal der Pokalsieger
Finalist (1): 1979
1. Hauptrunde (1): 1980
Viertelfinale (1): 1981
- Intertoto-Cup
Gruppensieger (3): 1967, 1984, 1986
- Internationales Fußballturnier von Palma de Mallorca (Trofeo Ciudad de Palma)
Sieger (1): 1989

### Amateure
- Deutsche Amateurmeisterschaft
Meister (1): 1977
- Bundesliga-Reserverunde
Meister Gruppe Südwest (1): 1996

## Europapokalbilanz
Fortuna Düsseldorf spielte erstmals in den Spielzeiten 1973/74 und 1974/75 im UEFA-Pokal, wo der Verein jeweils im Achtelfinale ausschied. In der Saison 1977/78 verlor Fortuna das DFB-Pokalfinale gegen den 1. FC Köln. Da die Domstädter im selben Jahr auch Meister wurden, trat die Fortuna im Europapokal der Pokalsieger an, wo sie das Endspiel erreichte. Am 16. Mai 1979 stand die Mannschaft im St. Jakob-Stadion zu Basel dem spanischen Traditionsverein FC Barcelona gegenüber. Die Düsseldorfer konnten zum Ende der regulären Spielzeit ein Unentschieden halten, unterlagen aber in der Verlängerung mit 3:4. Im Team der Fortuna standen u. a. die Brüder Thomas und Klaus Allofs, Gerd Zewe und Wolfgang Seel.
In den Spielzeiten 1979/80 und 1980/81 spielte Düsseldorf nach den zwei DFB-Pokal-Erfolgen erneut im Europapokal der Pokalsieger.
Alle Europapokalspiele der Fortuna im Überblick:
| Saison  | Wettbewerb                  | Runde         | Gegner                   | Gesamt    | Hin                | Rück               |
| ------- | --------------------------- | ------------- | ------------------------ | --------- | ------------------ | ------------------ |
| 1973/74 | UEFA-Pokal                  | 1. Runde      | Næstved IF               | 3:2       | 1:0 (H)            | 2:2 (A)            |
| 1973/74 | UEFA-Pokal                  | 2. Runde      | Admira Wacker Wien       | 4:2       | 1:2 (A)            | 3:0 (H)            |
| 1973/74 | UEFA-Pokal                  | 3. Runde      | 1. FC Lokomotive Leipzig | 2:4       | 2:1 (H)            | 0:3 (A)            |
| 1974/75 | UEFA-Pokal                  | 1. Runde      | AC Turin                 | 4:2       | 1:1 (A)            | 3:1 (H)            |
| 1974/75 | UEFA-Pokal                  | 2. Runde      | Rába ETO Győr            | 3:2       | 0:2 (A)            | 3:0 (H)            |
| 1974/75 | UEFA-Pokal                  | 3. Runde      | FC Amsterdam             | 1:5       | 0:3 (A)            | 1:2 (H)            |
| 1978/79 | Europapokal der Pokalsieger | 1. Runde      | Universitatea Craiova    | 5:4       | 4:3 (A)            | 1:1 (H)            |
| 1978/79 | Europapokal der Pokalsieger | 2. Runde      | FC Aberdeen              | 3:2       | 3:0 (H)            | 0:2 (A)            |
| 1978/79 | Europapokal der Pokalsieger | Viertelfinale | Servette Genf            | (a)1:1(a) | 0:0 (H)            | 1:1 (A)            |
| 1978/79 | Europapokal der Pokalsieger | Halbfinale    | Baník Ostrava            | 4:3       | 3:1 (H)            | 1:2 (A)            |
| 1978/79 | Europapokal der Pokalsieger | Finale        | FC Barcelona             | 3:4       | 3:4 n. V. in Basel | 3:4 n. V. in Basel |
| 1979/80 | Europapokal der Pokalsieger | 1. Runde      | Glasgow Rangers          | 1:2       | 1:2 (A)            | 0:0 (H)            |
| 1980/81 | Europapokal der Pokalsieger | 1. Runde      | SV Austria Salzburg      | 8:0       | 5:0 (H)            | 3:0 (A)            |
| 1980/81 | Europapokal der Pokalsieger | 2. Runde      | KSV Thor Waterschei      | 1:0       | 0:0 (A)            | 1:0 (H)            |
| 1980/81 | Europapokal der Pokalsieger | Viertelfinale | Benfica Lissabon         | 2:3       | 2:2 (H)            | 0:1 (A)            |

Gesamtbilanz: 29 Spiele, 11 Siege, 8 Unentschieden, 10 Niederlagen, 45:36 Tore (Tordifferenz +9)

## Zweite Mannschaft
Den größten Erfolg feierte die zweite Mannschaft der Fortuna im Jahr 1977 mit dem Gewinn der deutschen Amateurmeisterschaft.
Seit den 1990er Jahren pendelte die zweite Mannschaft, die ihre Heimspiele im Paul-Janes-Stadion austrägt, zwischen der Oberliga Nordrhein und der Verbandsliga Niederrhein. 1997 verpasste sie den Aufstieg in die Regionalliga West/Südwest nur knapp; am vorletzten Spieltag unterlag die Zweitvertretung dem FC Wegberg-Beeck, wodurch der Bonner SC durch zwei Siege vorbeiziehen konnte. 2002 stieg die Mannschaft zuletzt in die Verbandsliga ab, während die erste Garde aus der Regionalliga Nord in die Oberliga musste. 2007 gelang nach fünfjähriger Abstinenz die Rückkehr in die Oberliga Nordrhein, die zur Saison 2007/08 letztmals ausgetragen wurde. Am letzten Spieltag konnte man sich durch einen 4:0-Sieg gegen den KFC Uerdingen 05 für die neu geschaffene NRW-Liga qualifizieren, zu der die bisherigen Oberligen Nordrhein und Westfalen zusammengelegt wurden. In der neuen Spielklasse lief es deutlich erfolgreicher; so konnte bereits am 33. Spieltag mit einem 3:0-Erfolg gegen Schwarz-Weiß Essen der Aufstieg in die Regionalliga West sichergestellt werden, in der die zweite Mannschaft der „Flingeraner“ ab der Saison 2009/10 spielt. In der Saison 2009/10 sicherte sich die Mannschaft mit einem 2:1-Sieg beim Bonner SC am letzten Spieltag den Klassenerhalt. Goran Vucic trainierte die Mannschaft bis zur Saison 2011/12, die die Mannschaft auf dem letzten und 19. Platz beendete. Wegen einer Reform der Regionalligen spielte sie in der Saison 2012/13 trotz des letzten Platzes der Vorsaison in der neuen Regionalliga West. Von Juni 2012 bis März 2018 trainierte Taşkın Aksoy die zweite Mannschaft. Unter seinem Nachfolger Jens Langeneke wurde die Mannschaft in der Saison 2017/18 Viertletzter und war damit sportlich abgestiegen. Durch den Aufstieg des KFC Uerdingen 05 in die 3. Liga bleibt die Mannschaft aber auch in der Saison 2018/19 in der Regionalliga West. In der wegen der COVID-19-Pandemie abgebrochenen Saison 2019/20 erreichte die Mannschaft den elften Platz nach Quotientenberechnung. Aktuell wird die Mannschaft von Jens Langeneke trainiert und landete am Ende der Saison der Fußball-Regionalliga West 2023/24 auf Rang 11 mit 45 Punkten.

## Jugendmannschaften
In der Saison 2019/20 stellte Fortuna Düsseldorf Juniorenmannschaften der Altersklassen U9 bis U19. Sowohl die A- als auch die B-Jugend spielen in den jeweiligen Juniorenbundesligen. Die U19 wird seit 2005 von Siniša Šuker trainiert, im Juli 2018 übernahm der ehemalige Profi Jens Langeneke hingegen die U17.
Diverse spätere Bundesligaprofis durchliefen mindestens einen Jahrgang der Düsseldorfer Nachwuchsabteilung. Darunter waren:
- Klaus Allofs, Europameister (1972–1975)
- Sami Allagui, belgischer Meister (1999–2002)
- Mike Büskens, UEFA-Cup-Sieger (1981–1986)
- Mahmoud Dahoud, U21-Europameister (2009–2010)
- Ralf Dusend, 2× DFB-Pokal-Sieger (–1977)
- Holger Fach, 416 Bundesligaspiele (–1981)
- Christoph Kramer, Weltmeister (2006–2008)
- Andreas Lambertz, 354 Pflichtspiele für Herrenmannschaften der Fortuna (2002–2003)
- Michael Preetz, 2× Bundesliga-Torschützenkönig und Nationalspieler (1982–1986)
- Thomas Zdebel, türkischer und belgischer Pokalsieger (1988–1990)

## Frauenfußball
Seit der Saison 2022/23 gibt es eine U17-Mädchenmannschaft. Diese startete in der Kreisliga Düsseldorf und erreichte dort den zweiten Platz. Im Kreispokal erreichte das Team das Finale. In der Saison 2023/24 soll eine Frauenmannschaft und in der Saison 2024/25 ein U23-Frauenteam folgen. Die besten Spielerinnen von Kooperationsvereinen aus Düsseldorf sollen dabei zu Fortuna wechseln. 2025 gelang der Aufstieg in die Landesliga.

## Spielstätten
- 1908–1919: Lichtplatz
- 1919–1930: Vennhauser Straße
- 1930–1972: Paul-Janes-Stadion
- 1972–2002: Rheinstadion (1975 zeitweise Paul-Janes-Stadion)
- 2002–2005: Paul-Janes-Stadion
- seit 2005: Merkur Spiel-Arena (bis Juli 2009 LTU arena, bis August 2018 ESPRIT arena)
- 18. April – 8. Mai 2011: Lena-Arena (airberlin world)

Die erste Mannschaft trainiert im Arena-Sportpark an der Merkur Spiel-Arena. Ab und zu trainiert sie auf der kleinen Kampfbahn (ebenfalls im Arena-Sportpark), wo auch die Jugendabteilungen der Düsseldorf Panther ihre Heimspiele austragen, oder in der benachbarten Leichtathletikhalle.

## Trikotsponsoren und Ausrüster
| Zeit      | Ausrüster | Trikotsponsor             |
| --------- | --------- | ------------------------- |
| 1974–1975 |           | Allkauf                   |
| 1975–1976 | ARAG      |                           |
| 1976–1977 | ARAG      | Puma                      |
| 1977–1978 | ARAG      | erima                     |
| 1978–1988 | ARAG      | Puma                      |
| 1988–1993 | Zamek     | Puma                      |
| 1993–1998 | Umbro     | Diebels Alt               |
| 1998–2001 | Umbro     | Henkel                    |
| 2001–2003 | Umbro     | Die Toten Hosen           |
| 2003–2004 | Puma      | Monkey’s Island           |
| 2004–2011 | Puma      | Stadtsparkasse Düsseldorf |
| 2011–2012 | Puma      | Bauhaus                   |
| 2012–2017 | Puma      | Otelo                     |
| 2017–2018 | uhlsport  | Orthomol                  |
| 2018–2021 | uhlsport  | Henkel                    |
| 2021–2023 | Adidas    | Henkel                    |
| seit 2023 | Adidas    | Targobank                 |

## Geschichte des Vereinsemblems
Das Emblem der Fortuna, in dieser Form bei einem Freundschaftsspiel gegen CS Fola Esch am 26. Dezember 1924 genutzt wurde, ist essentiell seit 1924 unverändert. Von 1952 bis 1976 war auch eine farblich invertierte Form in Gebrauch.

Emblem seit 1924
1952–1976 (wahrscheinlich unauthentische Wiedergabe)
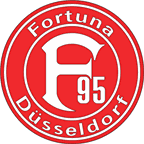
1979–1988
Emblem anlässlich des 125-jährigen Bestehens

## Vereinsrivalitäten und Fankult
Hauptrivale des Vereins ist der 1. FC Köln, was zum einen von der geographischen Nähe beider Klubs herrührt und zum anderen auf die traditionelle Rivalität der beiden Städte zurückzuführen ist. Der zeitweise sportliche Abwärtstrend der Düsseldorfer hatte jedoch dazu geführt, dass das angespannte Verhältnis zueinander an Brisanz verlor. So kam es nach 1999 lediglich in der Saison 2013/14 zu zwei Pflichtspielen in der 2. Bundesliga und in der Saison 2019/20 zu zwei weiteren Pflichtspielen in der 1. Bundesliga.
Weitere Rivalitäten in unmittelbarer regionaler Nähe wurden zu Bayer 04 Leverkusen, Rot-Weiss Essen und dem Wuppertaler SV gepflegt. Erstere keimten Ende der 1970er Jahre mit deren Aufstieg in die Bundesliga auf, da es den Leverkusenern seither erfolgreich gelang, Düsseldorf und Köln den Rang als „die Macht am Rhein“ streitig zu machen. Hinzu kommt, dass die Unterstützung durch den finanzstarken Bayer-Konzern eine gewisse Abneigung verursacht. Andere Vereine und Stimmen aus dem Düsseldorfer und Kölner Raum bezeichneten Bayer 04 Leverkusen daher als „Plastik-“ oder „Retortenklub“ ohne wirkliche Vereinstradition und ihre Mannschaft als „Werkself“. Die Tatsache, dass Bayer in der Rückrunde der Saison 2008/09 die LTU Arena nutzte, führte bei vielen Fortuna-Fans zu weiterem Unmut. Während der gemeinsamen Zeit in der Bundesliga in der Saison 2012/13 lebte diese Rivalität wieder auf. In Bezug auf Rot-Weiss Essen war die hohe Zahl direkter Aufeinandertreffen, die es seit der Jahrtausendwende gegeben hatte, ein Grund für verstärkte Animositäten, die sich jedoch mit dem sportlichen Auseinanderdriften der Vereine (Rot-Weiss Essen spielte zwischenzeitlich in der vierten Liga) vorerst erledigt haben.
Stadtinterne Rivalitäten zum Düsseldorfer SC 99 oder TuRU Düsseldorf verloren bereits in der Zeit nach dem Zweiten Weltkrieg an Bedeutung, da seither kein Fußballverein innerhalb der Stadtgrenzen höherklassig als Fortuna war.
Ein gewisses Spannungsverhältnis besteht ebenso zum FC Bayern München. Zwar war Düsseldorf nur Anfang der 1970er Jahre ein wirklicher Konkurrent im Meisterschaftskampf, jedoch sorgten Begegnungen der Vereine in der Folgezeit immer wieder für Brisanz: Im Juni 1975 führten die Bayern auswärts zur Halbzeitpause bereits mit 4:2, verloren jedoch das Spiel am Ende mit 5:6. Am 9. Dezember 1978 konnte der Verein den heutigen Rekordmeister mit 7:1 besiegen, was zugleich dessen höchste Auswärtsniederlage in der Bundesliga darstellt. In der Saison 1985/86 gewann die Fortuna als einzige Mannschaft zweimal gegen den späteren Meister. Während Düsseldorf seit 1997 aus der Bundesliga abgestiegen war, veröffentlichte die Band Die Toten Hosen, die zu großen Teilen aus Fans von Fortuna Düsseldorf besteht, im Jahr 1999 in ihrem Album Unsterblich das Lied Bayern, in dessen Text der FC Bayern München verhöhnt wird.
Spielbegegnungen von Fortuna Düsseldorf mit in gleicher Liga rivalisierenden Vereinen des Fußballverbandes Niederrhein, früher mit MSV Duisburg oder Rot-Weiß Oberhausen und gegenwärtig mit Borussia Mönchengladbach, werden als „Niederrhein-Derby“ bezeichnet, erstere gelegentlich als „Straßenbahn-Derby“.
Zum 120-jährigen Vereinsjubiläum am 5. Mai 2015 zündeten Fans, die sich entlang der Düsseldorfer Rheinuferpromenade aufgereiht hatten, kurz nach 0 Uhr Bengalos und illuminierten durch ihre rote Lichterkette den Rhein. Die Aktion wurde von verschiedenen Blickpunkten aus filmisch dokumentiert.

## Abteilungen
Zum Verein gehören neben den Fußball-Mannschaften unter anderem eine Handball- sowie eine Lauf- und Triathlonabteilung. Die Damenmannschaft der Handballabteilung tritt in der Saison 2019/20 in der 3. Liga an.

## Futsal
Durch den Beitritt des Vereins Inter Futsal Düsseldorf am 1. Juni 2015 verfügt die Fortuna auch über eine Futsalabteilung. Zum 1. Juli 2017 traten die Futsal Lions Düsseldorf der Fortuna bei. Seitdem entwickelte sich die Futsal Abteilung zu einer der stärksten Deutschlands. Man nahm als Sieger der Futsalliga West in der Saison 2020/21 an der Deutschen Futsal-Meisterschaft 2021 des DFB teil und gehört zu den Gründungsmitgliedern der Futsal-Bundesliga. Die Mannschaft trug am 3. September 2021 in ihrer Heimspielstätte, dem Castello in Düsseldorf, das Eröffnungsspiel der Bundesliga gegen die HSV-Panthers aus. Das Team von Cheftrainer Shahin Ehtesham-Rassi konnte bis ins Viertelfinale der Playoffs der Futsal-Bundesliga vordringen, wo man gegen den späteren Finalisten Hohenstein-Ernstthal ausschied.

## Trivia
- In der aus Düsseldorf ausgestrahlten Ausgabe von Wetten, dass ...? am 6. Oktober 2012 gewannen die Düsseldorfer die Stadtwette, bei der das Vereinslogo aus 500, mit Farbe bemalten Menschen auf der Landtagswiese gebildet wurde.[74]
- Am 4. Juli 2014 – genau 60 Jahre nach dem legendären deutschen WM-Sieg in Bern – wurde neben der Düsseldorfer Arena in Stockum ein lebensgroßes Bronzedenkmal der verstorbenen Vereinslegende Toni Turek, Weltmeister von 1954, aufgestellt.[75]
- Im Sommer 2018 ging der Verein eine Kooperation mit dem Imkerverein Apidea mellifica e. V. Düsseldorf ein. Im Zuge dessen wurde ein rot-weißer Bienenstock, den auch das Vereinswappen ziert, im Nordpark nahe dem Stadion angelegt und eingeweiht.[76]
- Am 19. Spieltag der Fußball-Bundesliga 2018/19 lief die Fortuna in besonderen Retro-Trikots auf. Anlass war der 100. Geburtstag des verstorbenen Toni Turek.[77]
- Nach Fortuna Düsseldorf ist das bei Kinder und Jugendlichen in Düsseldorf beliebte Fortuna-Brötchen benannt, das aus einem Schokokuss zwischen zwei Brötchenhälften besteht.[78]